# Uadi Gasus
Uadi Gasus è una località egiziana posta sulla costa del Mar Rosso ed era una delle vie carovaniere che collegavano ai porti marittimi l'antica città di Copto.
Nella regione costiera tra Uadi Gasus e Wadi Gawasis è stato ipotizzato che si trovasse il porto egizio di Saww, punto di partenza per le spedizioni navali nella terra di Punt.

Il sito si trova in una zona ricca di testimonianze archeologiche che vanno dal periodo predinastico fino all'occupazione romana.

Tra queste testimonianze archeologiche sono da annoverare una stele risalente al ventottesimo anno di regno del sovrano Amenemhat II della XII dinastia ed una risalente alla XVIII dinastia.

In epoca tolemaica Uadi Gasus fu sede di una miniera di galena.